# (5882) 1992 WW5
1992 دابليو دابليو 5 (ويعرف أيضًا باسم (5882) 1992 دابليو دابليو 5 وفق تسمية الكوكب الصغير) (بالإنجليزية: 1992 WW5)‏ هو كويكب ضمن حزام الكويكبات؛ وترتيبه 5882 من حيث الاكتشاف.
اكتُشف هذا الجُرم الفلكي بواسطة Nobuhiro Kawasato ‏ في 18 نوفمبر 1992.

## وصلات خارجية
- (5882) 1992 WW5 في قاعدة بيانات مختبر الدفع النفاث لأجرام النظام الشمسي الصغيرة

- الاكتشاف · مخطط المدار ·  العناصر المدارية · المعلمات المادية

- (5882) 1992 WW5 على موقع ويكي سكاي: DSS2, SDSS, GALEX, IRAS, Hydrogen α, X-Ray, Astrophoto, Sky Map, Articles and images